# Vasile Mihalca de Dolha y de Petrova
Barón  Vasile Mihalca de Dolha y de Petrova  (28 de julio de 1899 - 6 de marzo de 1948) fue un héroe rumano de la Segunda Guerra Mundial y un noble rumano de la Casa de Dolha y de Petrova.